# سلور أرقط
السلور الأَرْقَط (الاسم العلمي: Corydoras habrosus) هو أحد أسماك المياه العذبة الاستوائية التي تنتمي إلى فصيلة السلوريات المدرعة. نشأ في المياه الداخلية في أمريكا الجنوبية، ويوجد في حوض نهر أورينوكو العلوي في فنزويلا وكولومبيا.

## صور

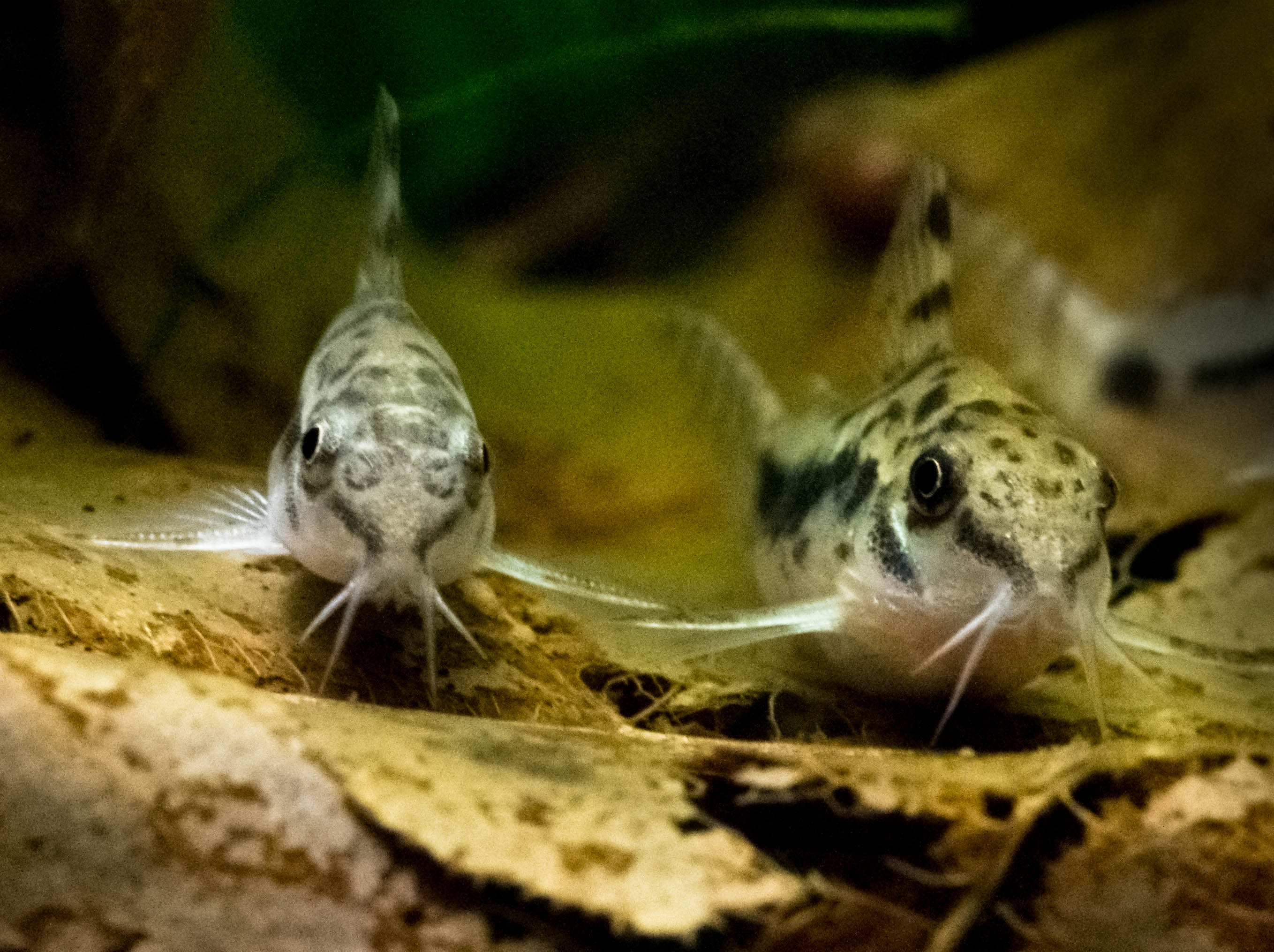
الذكر على اليسار والأنثى على اليمين.
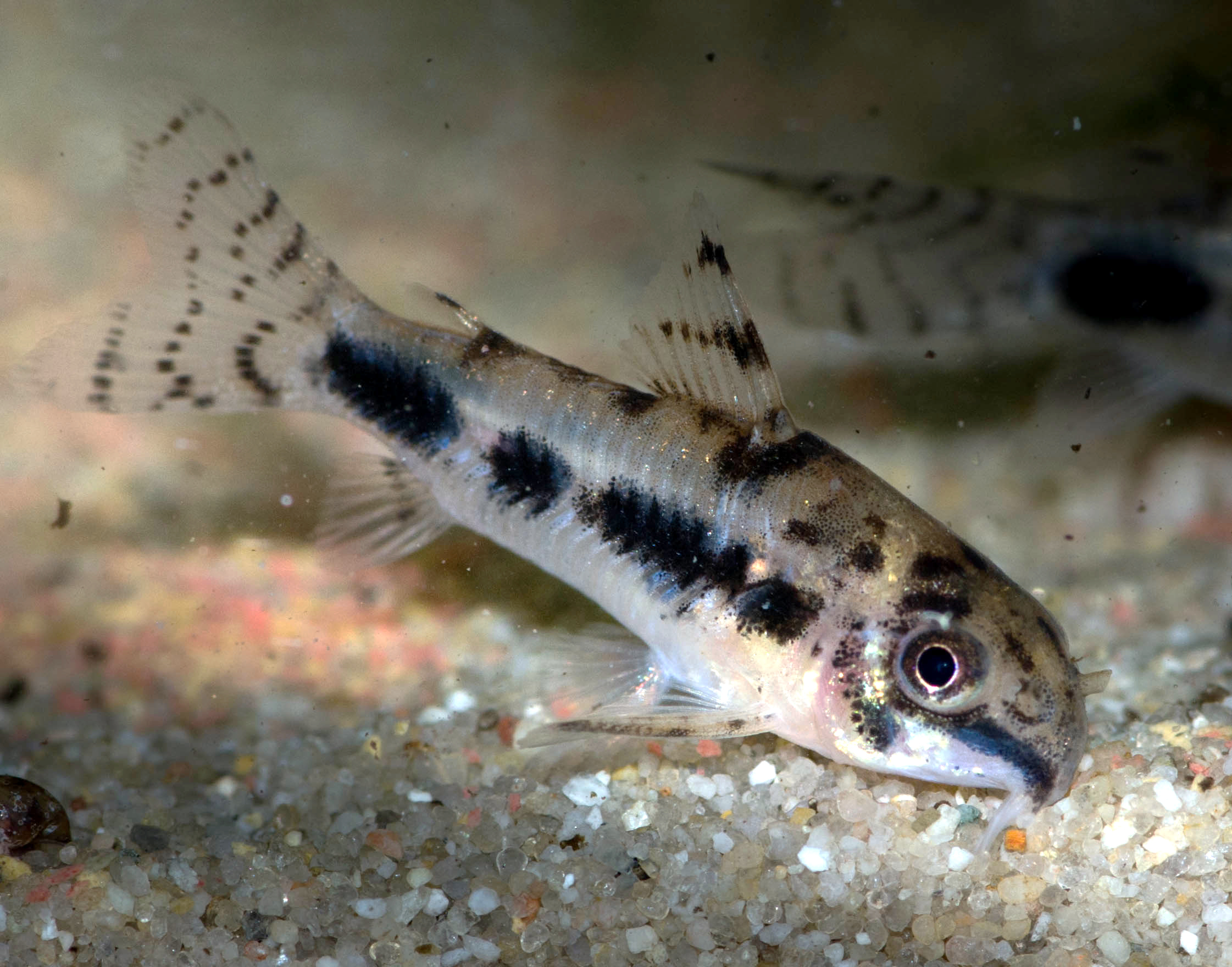
سلور أرقط (ذكر).

## روابط خارجية
- Photos from Fishbase